# Appliance
| QS-Informatik | Dieser Artikel wurde wegen inhaltlicher Mängel auf der Qualitätssicherungsseite der Redaktion Informatik eingetragen. Dies geschieht, um die Qualität der Artikel aus dem Themengebiet Informatik auf ein akzeptables Niveau zu bringen. Hilf mit, die inhaltlichen Mängel dieses Artikels zu beseitigen, und beteilige dich an der Diskussion! (+) |

Als Appliance (englisch appliance, Vorrichtung) wird ein Ansatz zum Design für ein kombiniertes System aus Computer-Hardware und speziell auf diese Hardware optimierter Software bezeichnet, welche im Wesentlichen einer oder wenigen Anwendungen dient. Häufig werden hardwareseitig allgemeinen CPUs zusätzliche, hochspezialisierte FPGAs beigegeben, sodass häufig vorkommende Arbeitsschritte nicht per Code innerhalb einer "general purpose"-CPU, sondern von der schnelleren Hardware des FPGA umgesetzt werden.
Bei weniger starker Kopplung des integrierten Angebots aus Hard- und Software wird auch von „konvergierten Systemen“ oder „konvergierter Infrastruktur“ gesprochen.
Der Zweck einer Appliance ist in der Regel durch die Hardware vorgegeben, z. B. Firewall-Appliances, UTM-Appliances oder PBX-Appliances. Hierdurch ähnelt eine Appliance einem eingebetteten System, weshalb diese Bezeichnung fälschlicherweise häufig synonym verwendet wird. Jedoch unterliegt eine Appliance nicht den Einschränkungen an Datenspeicher und Prozessorleistung eines eingebetteten Systems, da diese in der Herstellung beliebig erweitert werden können. Lediglich der Formfaktor und die Herstellungskosten begrenzen die Kapazitäten des Systems, da Appliances häufig als Baugruppe in einem Rack eingesetzt werden.
Einfache Installation, leichte Bedienung, höchste Effizienz, Sicherheit und fehlerfreie Funktion stehen bei einer Appliance im Vordergrund. Im Allgemeinen werden die Konfigurationen deswegen nicht von den Nutzern, sondern vom Hersteller nach einheitlichen Standards vorgenommen.
Allerdings zieht dies wiederum eine erhöhte Abhängigkeit vom Hersteller nach sich, was von einigen Nutzern als Argument gegen Appliances ins Feld geführt wird.
Beispiele für Appliances sind:
- IBM Netezza
- SAP HANA
- Cisco CUCM
- Oracle EXAdata
- FLUKE Networks Visual TruView™
- Teradata Teradata Appliance for Hadoop

## Geschichte
Im Wesentlichen kehrt die IT-Industrie mit Appliances zu ihren Ursprüngen zurück.
Im Jahre 1969 erhob die US-amerikanische Regierung Anklage gegen IBM, um eine Entbündelung der Hard- und Software zu erzwingen. Bis dahin war es üblich, dass Hardware-Hersteller die Software ohne zusätzliche Zahlung (und in der Regel als Quellcode) an ihre Kunden weitergaben. Hierin sahen die ISV eine Wettbewerbsverzerrung.